# La Marge más larga
«La Marge más larga» —título original: «The Longest Marge»— es el undécimo episodio de la trigésimatercera temporada de la serie de televisión de animación estadounidense Los Simpson, y el 717 en total. Se emitió en los Estados Unidos en Fox el 2 de enero de 2022. El episodio fue dirigido por Matthew Nastuk y escrito por Brian Kelley.
En este episodio, el Sr. Burns contrata al nuevo jugador de fútbol americano de los Átomos de Springfield para que sea el portavoz de su marca de licores y hace que Marge cuide de él. Beck Bennett y John Mulaney aparecen como estrellas invitadas. El periodista deportivo Adam Schefter apareció como él mismo. El episodio recibió críticas mixtas.
Este episodio está dedicado a John Madden, que apareció en el episodio de 1999 «Sunday, Cruddy Sunday». Murió cinco días antes de la emisión del episodio.
El episodio se emitió a las 9:00 pm EST en lugar de la franja habitual de las 8:00 pm EST. El título del episodio es una referencia a la comedia deportiva de 2005 The Longest Yard.

## Trama
En la Central Nuclear de Springfield, todo el mundo se ha ido de su lugar de trabajo, siguiendo el programa On the Clock del canal de deportes donde Anger Watkins presenta el draft de los Springfield Atoms, eligiendo a Grayson Mathers. Los trabajadores comienzan a amotinarse para celebrarlo, mientras el Sr. Burns y Waylon Smithers revisan los ingresos de la empresa y descubren que la compañía de licores de Burns, Mr. Gentleman Brandy, está perdiendo dinero debido a su mediocre campaña publicitaria.
Para reinventar la marca, Burns contrata al experto en branding Warburton Parker. Al final, Burns escucha las ovaciones a Grayson y lo contrata como la nueva cara de la empresa. La familia Simpson acude al estadio de los Springfield Atoms para ver el partido contra los Chargers, pero descubren que representar a una empresa de licores ha convertido a Grayson en un borracho que ya no puede jugar.
Para rehabilitar su imagen, Grayson va a la escuela primaria de Springfield a dar un discurso inspirador sobre la alfabetización, pero se derrumba cuando Nelson Muntz y sus compañeros empiezan a abuchearle. Se bebe otra botella de brandy, lo que le provoca un dolor de uretra tan intenso que se desmaya. Se despierta en la enfermería, donde Marge le cuida. Intentando proteger su inversión, Burns hace un trato con Marge en el que ella mantiene a Grayson sobrio y cuerdo, mientras él se ocupa de la carrera de Grayson.
Marge lleva a Grayson a cenar a casa con su familia. Grayson dice que en realidad nunca ha tenido una familia, ya que sus padres han estado ausentes de su vida desde que lo ficharon para la NFL cuando era niño, prefiriendo ganar dinero a costa suya en lugar de pasar tiempo con él. Marge le invita a quedarse con la familia y empieza a enseñarle a vivir como una persona normal, incluido el abandono de las drogas y el alcohol.
Marge organiza una fiesta para celebrar la rehabilitación de Grayson. El Sr. Burns se presenta y le ofrece salir de fiesta, pero Marge prohíbe a Grayson que salga, recordándole que tiene un partido que jugar al día siguiente. Grayson obedece a Marge y se queda en casa, y marca el touchdown que gana el partido.
Después del partido, Burns discute con Marge y la acusa de haber convertido a Grayson en un niño de mamá. Molesto por presenciar la discusión, Grayson se marcha en su Ferrari y le envía a Marge una entrada para la entrega anual de premios del Sports Channel en el Draft Pigs Center for the Performing Arts. En la entrega de premios, descubre que está sentada junto a Burns, también invitado de Grayson, y se da cuenta de que Grayson está intentando reconciliarlos. En efecto, cuando Grayson acepta el premio al deportista más inspirador, Marge y Burns empiezan a conectar en lugar de pelearse.
Al final de su discurso, Grayson da las gracias a la persona que le ha inspirado: su prometida Kaitlyn, a la que conoció tres días antes y convirtió en su directora comercial; Marge y Burns se dan cuenta de que Kaitlin les ha sustituido.

## Producción
John Mulaney retomó su papel de Warburton Parker. Anteriormente apareció en este papel en el episodio de la trigésimo primera temporada «The Winter of Our Monetized Content». El periodista deportivo Adam Schefter apareció como él mismo. Beck Bennett actuó como estrella invitada en el papel de Grayson Mathers.
El episodio se dedicó en memoria del entrenador de fútbol americano y comentarista deportivo John Madden. Madden apareció en el episodio de la décima temporada «Sunday, Cruddy Sunday». El episodio se emitió en la franja horaria de las 21:00 horas, tras el estreno de la serie Next Level Chef.